# Montañas Cypress
Las montañas Cypress (en inglés: Cypress Hills, lit. 'colinas [de los]Cipreses'), es un macizo montañoso situado en el sudoeste de la Saskatchewan y en el sudeste de Alberta en Canadá. El punto culminante se sitúa en Saskatchewan a 1468 metros de altitud.
Este macizo está comprendido dentro del Parque interprovincial de las Montañas Cypress.

## Toponimia
Esta región ha sido designada por varios nombres distintos en el curso de la historia. Un diccionario de 1882 escrito por C. M. Lanning proporciona el nombre que utilizaba entonces la tribu Pieds-Noirs, I-kim-e-kooy, que se traduce como « tierra superpuesta». El nombre de la tribu Cree utilizado en esa misma época era Mun-a-tub-gow, que significa «Bella tierra alta», mientras que el  término « cypress» proviene del vocablo utilizado para designar la presencia del pino gris (Pinus banksiana) de las colinas, que por aquel entonces era comúnmente llamado  "cypress". Esta confusión fue corriente en el Canadá en el siglo XIX, y así mismo ha sido denotado en el romance Maria Chapdelaine escrito por Louis Hémon.

## Referencias

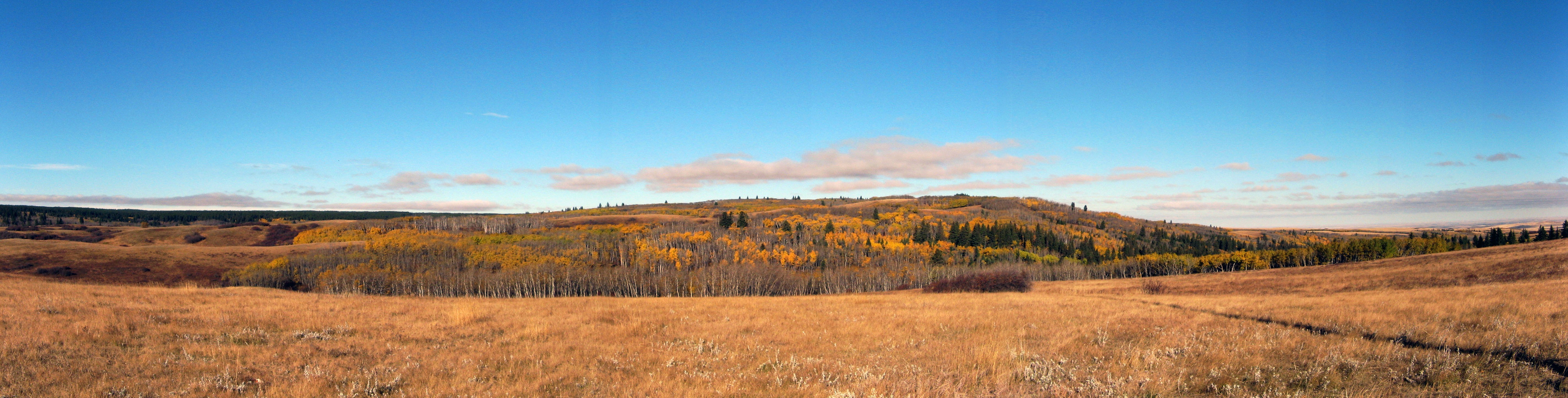
Panorama de las colinas Cypress.